# シネポエム
シネポエムは、映画用語としては「映画自体が詩であるもの」つまり映像による詩的表現のことを指し、文学用語としてはシナリオ形式を借りた詩のことを指す。

## 映画的シネポエムの例
- マン・レイ監督の『ひとで』および『エマク・バキア（独りにしてくれ）』

## 文学的シネポエムの例
- 竹中郁の『ラグビイ』[2]
- 杉山平一の、ある詩作品[3]
- 萩原朔太郎が雑誌『シナリオ研究』に寄稿した詩作品「貸家札」。（朔太郎のシネポエムが載った『シナリオ研究』は、北川冬彦らが主催したシナリオ研究十人会の機関紙であった）[4]。

## 参考書籍
- 北川冬彦著 『シナリオの魅力』（社会思想研究会出版部）
- 北川冬彦著 『純粋映画記』（ゆまに書房）
- クリストフ・ウォール・ロマーナ著（ミネソタ大学リベラルアーツ・カレッジ教員）[5]　『Cinepoetry: Imaginary Cinemas in French Poetry (Verbal Arts: Studies in Poetics)』[6]